# Route nationale 112 (Slovénie)
Pour les articles homonymes, voir G112 et Route nationale 112.
La route nationale 112 (slovène : Glavna cesta 112), abrégée en G112 ou G2-112, est une route nationale slovène allant de la frontière autrichienne à Otiški Vrh (en). Sa longueur est de 19 km.

## Histoire
De 1998 à 2007, la route nationale 112 était classée route régionale 226 (regionalna cesta 226),.

## Tracé
- Autriche L 132
- Lokovica (en)
- Poljana (en)
- Prevalje
- Dobja Vas (en)
- Ravne na Koroškem
- Dobrije (en)
- Podklanc (en)
- Otiški Vrh (en)